# De vergiftigingszaak op de Boulevard Beaumarchais
L'Affaire du boulevard Beaumarchais (in Nederlandse vertaling verschenen als "De vergiftigingszaak op de Boulevard Beaumarchais") is een novelle van de Belgische schrijver Georges Simenon die werd gepubliceerd in 1936. 
Simenon schreef deze novelle in Neuilly-sur-Seine in 1936. Het verhaal werd eerst in het weekblad Paris-Soir gepubliceerd, op zondag 24 en zondag 31 oktober 1936. L'Affaire du boulevard Beaumarchais was het eerste deel van een serie van vijf novellen die de lezer de eerste week alle elementen van de op te lossen zaak presenteerden, en de tweede week de ontknoping. In 1944 werd het door Gallimard uitgegeven in de verzamelbundel Les Nouvelles Enquêtes de Maigret.

## Plot
Met Allerheiligen onderzoekt Maigret de moord op Louise Voivin, die in haar appartement op de Boulevard Beaumarchais dood werd aangetroffen, vergiftigd met digitalis (vingerhoedskruid). Het gif wordt teruggevonden in een pakje waarop "soda" staat geschreven. Maigret ondervraagt haar echtgenoot Ferdinand en haar jonge zuster Nicole. Zo komt hij te weten dat ze minnaars zijn, maar ze ontkennen beiden iets met de moord te maken te hebben. Maigret verneemt alles over de vreemde driehoeksverhouding. Nadat Louise de verhouding had ontdekt, bleven de drie samenwonen. Ferdinand sliep op de bank, Louise communiceerde met haar zuster door haar briefjes te schrijven en bleef de minnaars voortdurend bespioneren.